# Castelnuovo di Porto
Castelnuovo di Porto es una localidad italiana de la provincia de Roma, región de Lacio, con 8.679 habitantes.

## Evolución demográfica
| Gráfica de evolución demográfica de Castelnuovo di Porto entre 1861 y 2001 |
|                                                                            |
| Fuente ISTAT - elaboración gráfica de Wikipedia                            |